# حمزیه
حمزیه (به عربی: الحمزیة) یک روستا در سوریه است که در ناحیه سلقین واقع شده‌است. حمزیه ۹۵۳ نفر جمعیت دارد.